# Hadrianus minnen
Hadrianus minnen, franska originalets titel: Mémoires d'Hadrien, är en historisk roman från 1951 av Marguerite Yourcenar. Författaren låter kejsar Hadrianus för den blivande kejsaren Marcus Aurelius berätta om sitt liv och sina upplevelser.
Hadrianus berättar om sin barndom i Italica, sina studier i Aten och hur han deltar i Trajanus fälttåg mot dakerna.
Yourcenar skildrar även kärleken mellan Hadrianus och ynglingen Antinous, vilken han mötte på en resa i Mindre Asien. Antinous dör dock vid cirka 20 års ålder och Hadrianus blir förtvivlad. Hadrianus inser så småningom att Antinous har offrat sig för att för Hadrianus skull blidka gudarna; Hadrianus låter då gudförklara Antinous.
Boken inleds med Hadrianus korta dikt: 
Animula, vagula, blandula
Hospes comesque corporis
Quae nunc abibis in loca
Pallidula, rigida, nudula,
Nec, ut soles, dabis iocos...
Lilla, fladdrande, ljuva själ,
kroppens gäst och följeslagare,
vart går du nu, till en ort
så blek och stel och naken
där du ej leka får som förr?